# Íñigo Landaluze
Íñigo Landaluze Intxaurraga (født 9. maj 1977 i Getxo i den baskiske provins Vizcaya) er en spansk tidligere cykelrytter. Her blev han professionel i 2001, og har siden markeret sig som en god bjergrytter og en god all-rounder. Hans største, og eneste, sejr end til videre, er den sammenlagte sjr i det meget prestigefyldte ProTour-etapeløb Dauphiné Libéré som han sensationelt vandt i 2005. Efter dette løb og frem til maj 2006 kørte han ikke flere løb eftersom han var under dopingefterforskning fra en prøve taget i maj 2005. Landaluze blev frifundet på alle punkter, og er begyndt at køre igen. Han var med på Euskaltels Tour de France-hold 2006 som hjælperytter for Iban Mayo.